# Rosalie van der Hoeková
Rosalie van der Hoeková (* 16. prosince 1994) je nizozemská profesionální tenistka, deblová specialistka, která hraje levou rukou. Ve své dosavadní kariéře na okruhu WTA Tour nevyhrála žádný turnaj. V rámci okruhu ITF získala třicet titulů ve čtyřhře.
Na žebříčku WTA byla ve dvouhře nejvýše klasifikována v lednu 2019 na 759. místě a ve čtyřhře pak v říjnu 2021 na 83. místě. Trénuje ji Martin Vilar.

## Tenisová kariéra
V rámci událostí okruhu ITF debutovala v červnu 2009, když na turnaji v Rotterdamu dotovaném 10 tisíci dolary obdržela divokou kartu. V úvodním kole podlehla Němce Sarah Gronertové a ve čtyřhře dohrála ve čtvrtfinále po boku Ysaline Bonaventureové. Premiérový titul v této úrovni tenisu vybojovala během října 2013 na heráklionském turnaji s rozpočtem 10 tisíc dolarů. Ve finále čtyřhry přehrála s Australankou Alexandrou Nancarrowovou japonsko-thajský pár Nozomi Fudžioková a Tanaporn Thongsingová.
Na okruhu WTA Tour se poprvé objevila v srpnové čtyřhře Citi Open 2017, do níž zasáhla s krajankou Chayenne Ewijkovou. Zápas prvního kola proti Američankám Loebové a Weinholdové však ve druhém setu skrečovaly. Do prvního semifinále se probojovala s Nizozemkou Bibiane Schoofsovou na antukovém Palermo Ladies Open 2020, v němž je vyřadily Italky Elisabetta Cocciarettová s Martinou Trevisanovou. Debut v nejvyšší grandslamové kategorii zaznamenala v ženském deblu Australian Open 2021. Po boku Američanky Bernardy Peraové prošly do třetího kola, v němž je zastavily třetí nasazené Češky a pozdější finalistky Barbora Krejčíková s Kateřinou Siniakovou. Premiérové finále na túře WTA si poté zahrála na obnoveném Hamburg European Open 2021. V páru s Australankou Astrou Sharmaovou je v závěrečném utkání čtyřhry zdolal italsko-švýcarský pár Jasmine Paoliniová a Jil Teichmannová po dvousetovém průběhu.

## Finále na okruhu WTA Tour
| Legenda                  |
| ------------------------ |
| D – dvouhra; Č – čtyřhra |
| Grand Slam (0)           |
| Turnaj mistryň (0)       |
| WTA 1000 (0)             |
| WTA 500 (0)              |
| WTA 250 (0–2 Č)          |

### Čtyřhra: 2 (0–2)
| Stav       | č. | datum             | turnaj           | povrch | spoluhráčka     | soupeřky ve finále                   | výsledek         |
| ---------- | -- | ----------------- | ---------------- | ------ | --------------- | ------------------------------------ | ---------------- |
| Finalistka | 1. | 11. července 2021 | Hamburk, Německo | antuka | Astra Sharmaová | Jasmine Paoliniová Jil Teichmannová  | 0–6, 4–6         |
| Finalistka | 2. | srpen 2022        | Granby, Kanada   | tvrdý  | Harriet Dartová | Alicia Barnettová Olivia Nichollsová | 7–5, 3–6, [1–10] |

## Tituly na okruhu ITF
| Dotace turnajů okruhu ITF | Dotace turnajů okruhu ITF |
| ------------------------- | ------------------------- |
| 100 000 $ tournaments     | 80 000 $ tournaments      |
| 75 000 $ tournaments      | 60 000 $ tournaments      |
| 50 000 $ tournaments      | 25 000 $ tournaments      |
| 15 000 $ tournaments      | 10 000 $ tournaments      |

### Čtyřhra (30 titulů)
| Č.  | datum         | turnaj                   | povrch      | spoluhráčka                | poražené finalistky                                   | výsledek              |
| --- | ------------- | ------------------------ | ----------- | -------------------------- | ----------------------------------------------------- | --------------------- |
| 1.  | říjen 2013    | Heráklion, Řecko         | koberec     | Alexandra Nancarrowová     | Nozomi Fudžioková Tanaporn Thongsingová               | 6–3, 4–6, [10–7]      |
| 2.  | říjen 2013    | Heráklion, Řecko         | koberec     | Mandy Wagemakerová         | Dominika Paterová Nikola Schweinerová                 | 3–6, 6–0, [10–6]      |
| 3.  | duben 2014    | Pula, Itálie             | antuka      | Jeļena Ostapenková         | Yvonne Cavallé Reimersová Olga Sáez Larrová           | 6–1, 2–6, [10–6]      |
| 4.  | prosinec 2014 | Šarm aš-Šajch, Egypt     | tvrdý       | Eden Silvaová              | Alexandra Grinčišinová Jekatěrina Klyjujevová         | 6–4, 2–6, [10–5]      |
| 5.  | květen 2015   | Mytiléna, Řecko          | tvrdý       | Valentini Grammatikopoulou | Jošimi Kawasakiová Daiana Negreanuová                 | 6–4, 6–3              |
| 6.  | červen 2015   | Grand-Baie, Mauricius    | tvrdý       | Marie Bouzková             | Ilze Hattinghová Madrie Le Rouxová                    | 6–3, 7–5              |
| 7.  | červenec 2015 | Amstelveen, Nizozemsko   | tvrdý       | Janneke Wikkerinková       | Tina Tehraniová Mandy Wagemakerová                    | 6–2, 6–1              |
| 8.  | červenec 2015 | Savitaipale, Finsko      | antuka      | Dea Herdželašová           | Nora Niedmersová Hélène Scholsenová                   | 7–6(7–3), 7–5         |
| 9.  | srpen 2015    | Las Palmas, Španělsko    | antuka      | Chayenne Ewijková          | Marta González Encinasová Estela Perezová-Somarribová | 7–6(7–5), 6–0         |
| 10. | srpen 2015    | Rotterdam, Nizozemsko    | antuka      | Kelly Versteegová          | Katharina Heringová Karin Kennelová                   | 6-7(7–6), 6–1, [10–5] |
| 11. | leden 2016    | Petit-Bourg, Francie     | tvrdý       | Kelly Versteegová          | Jaqueline Cristianová Gaia Sanesiová                  | 7–6(7–5), 6–1         |
| 12. | březen 2016   | Nanking, Čína            | tvrdý       | Chayenne Ewijková          | Kseniia Bekkerová Lidzija Marozavová                  | 6–4, 6–2              |
| 13. | duben 2016    | Dijon, Francie           | tvrdý (h)   | Chayenne Ewijková          | Manon Peralová Maud Vigneová                          | 6–2, 6–0              |
| 14. | červen 2016   | Grand-Baie, Mauritius    | tvrdý       | Chayenne Ewijková          | Kyra Shroffová Dhruthi Tatačar Venugopalová           | 6–3, 6–3              |
| 15. | červenec 2016 | Don Benito, Španělsko    | tvrdý       | Chayenne Ewijková          | Arabela Fernández Rabenerová Jana Sizikovová          | 7–5, 6–2              |
| 16. | září 2016     | Pétange, Lucembursko     | tvrdý (h)   | Chayenne Ewijková          | Justyna Jegiołková Magali Kempenová                   | 7–6(7–6), 6–3         |
| 17. | říjen 2016    | Lagos, Nigérie           | tvrdý       | Chayenne Ewijková          | Valentini Grammatikopoulou Prarthana Thombareová      | 6–3, 7–5              |
| 18. | listopad 2016 | Oslo, Norsko             | tvrdý (h)   | Chayenne Ewijková          | Karen Barritzová Michaela Hončová                     | 6–4, 6–4              |
| 19. | červen 2017   | Alkmaar, Nizozemsko      | antuka      | Sally Peersová             | Svjatlana Piraženková Erika Vogelsangová              | 6–3, 6–1              |
| 20. | červenec 2017 | Amstelveen, Nizozemsko   | antuka      | Dasha Ivanovová            | Emily Arbuthnottová Belinda Woolcocková               | 6–4, 6–4              |
| 21. | červenec 2017 | Dublin, Irsko            | koberec     | Giorgia Marchettiová       | Emily Appletonová Quinn Gleasonová                    | 7–5, 6–4              |
| 22. | listopad 2017 | Pétange, Lucembursko     | tvrdý (h)   | Chayenne Ewijková          | Priscilla Heiseová Déborah Kerfsová                   | 6–2, 4–6, [10–8]      |
| 23. | březen 2018   | Bhopál, Indie            | tvrdý       | Kanika Vaidyová            | Tereza Mihalíková Ana Veselinovićová                  | 1–2skreč              |
| 24. | duben 2018    | Pula, Itálie             | antuka      | Naiktha Bainsová           | Viktorija Kanová Marija Zotovová                      | 6–2, 6–2              |
| 25. | říjen 2018    | Lagos, Nigérie           | tvrdý       | Julia Terzijsková          | Merel Hoedtová Noa Liauw a Fong                       | 6–4, 6–4              |
| 26. | únor 2019     | Altenkirchen, Německo    | koberec (h) | Cristina Bucșová           | Marie Benoîtová Katarzyna Piterová                    | 5–7, 6–3, [12–10]     |
| 27. | duben 2019    | Istanbul, Turecko        | tvrdý       | Marie Bouzková             | Ilona Kremenová Iryna Šymanovičová                    | 7–5, 6–7(2–7), [10–5] |
| 28. | leden 2020    | Malibu, Spojené státy    | tvrdý       | Laura Pigossiová           | Astrid Wanja Brune Olsenová Anastasia Iamachkineová   | 6–4, 7–6(7–4)         |
| 29. | leden 2020    | Petit-Bourg, Francie     | tvrdý       | Laura Pigossiová           | Mylène Halemaiová Manon Léonardová                    | 6–2, 6–1              |
| 30. | červen 2022   | Surbiton, Velká Británie | tráva       | Ingrid Neelová             | Fernanda Contrerasová Catherine Harrisonová           | 6–3, 6–3              |